# Коллиридиане

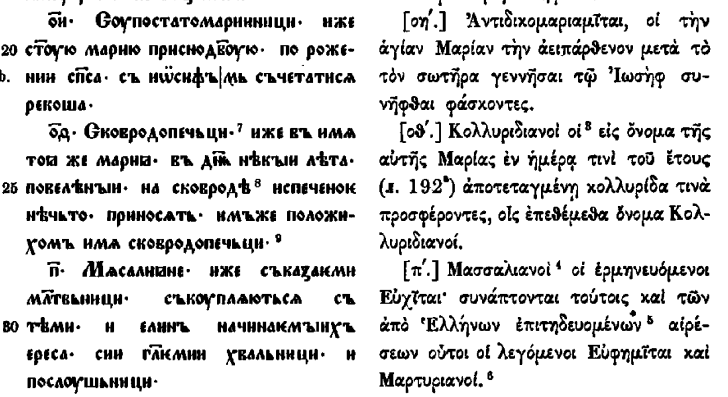
Сковродопечьци в книге В. Н. Бенешевича «Древнеславянская кормчая XIV титулов без толкования». СПб, 1907. Т. 1.

Коллиридиа́не (др.-греч. κολλυριδιανοί; лат. collyridiani; др.-рус. сковродопєчьци) — последователи религиозного течения в христианстве в IV веке, мариологической ереси.
Название коллиридиан образовано от слова κολλυρίδα — «хлебец, печенье».
Епифаний Кипрский упоминает о коллиридианах кратко в «Анкорате». Главный источник, в котором описывается данная ересь, — это «Панарион». Епифаний Кипрский в «Панарионе» пишет о христианской общине, которая существовала в Аравии в IV веке. В Аравии коллиридиане появились из Фракии и верхних частей Скифии. Община эта состояла из женщин, которые довели почитание и поклонение в честь Девы Марии до такой степени, что в честь неё сами женщины священнодействовали, предлагали хлеб (др.-греч. κολλυρίδα) и возносили жертву во имя Марии. После этого все они причащались от хлеба. Приношение и освящение хлеба коллиридиане совершали несколько раз в году, в свои особые праздничные дни. В качестве престола для хлеба женщины использовали четвероугольное седалище (кресло), на которое стелили белое полотно и клали хлеб.
Епифаний крайне отрицательно пишет о коллиридианах, он считает недопустимым возносить бескровную жертву не во имя Спасителя Бога — Иисуса Христа (как это делают христиане на литургии), а во имя человека — Марии. Возмущён Епифаний и тем, что священнодействуют не рукоположенные священники, а безумные простые женщины. Епифаний называет коллиридиан не двусмысленно, а прямо — идолопоклонниками.
В «Панарионе» Епифаний говорит о том, что антидикомариамиты и коллиридиане — это две противоположные крайности и ереси по отношению к Марии.
Иоанн Дамаскин в сочинении «Περὶ αἱρέσεων ἐν συντομίᾳ ἑκατόν, ὅθεν ἤρξαντο καὶ πόθεν γέγονασιν» («О ста ересях вкратце») кратко пишет о коллиридианах.